# Blekgul sydhake
Blekgul sydhake (Eopsaltria capito) är en fågel i familjen sydhakar inom ordningen tättingar.

## Utseende
Blekgul sydhake är en knubbig liten fågel med olivgrön ovansida, grått huvud, gul undersida och vit runt näbbroten. Arten liknar östlig gulsydhake, men är mer bjärt gul undertill och har grå tygel. 

## Utbredning och systematik
Blekgul sydhake förekommer i östra Australien. Den delas in i två underarter med följande utbredning:
- Eopsaltria capito nana – förekommer i regnskogar i norra Queensland (Cooktown till Mount Spec)
- Eopsaltria capito capito – förekommer i regnskogar i östra Australien (sydöstra Queensland till Hunter River i New South Wales)

### Släktestillhörighet
Arten placerades tidigare i Tregellasia, men detta inkluderas allt oftare i Eopsaltria efter genetiska studier.

## Levnadssätt
Blekgul sydhake hittas i regnskogar i fuktiga tropiska områden. Den ses sitta på lågt hängande grenar och på sidan av trädstammar, varifrån den faller ner till marken för att fånga ett byte.

## Status
Trots det begränsade utbredningsområdet och att den tros minska i antal anses beståndet vara livskraftigt av internationella naturvårdsunionen IUCN. 

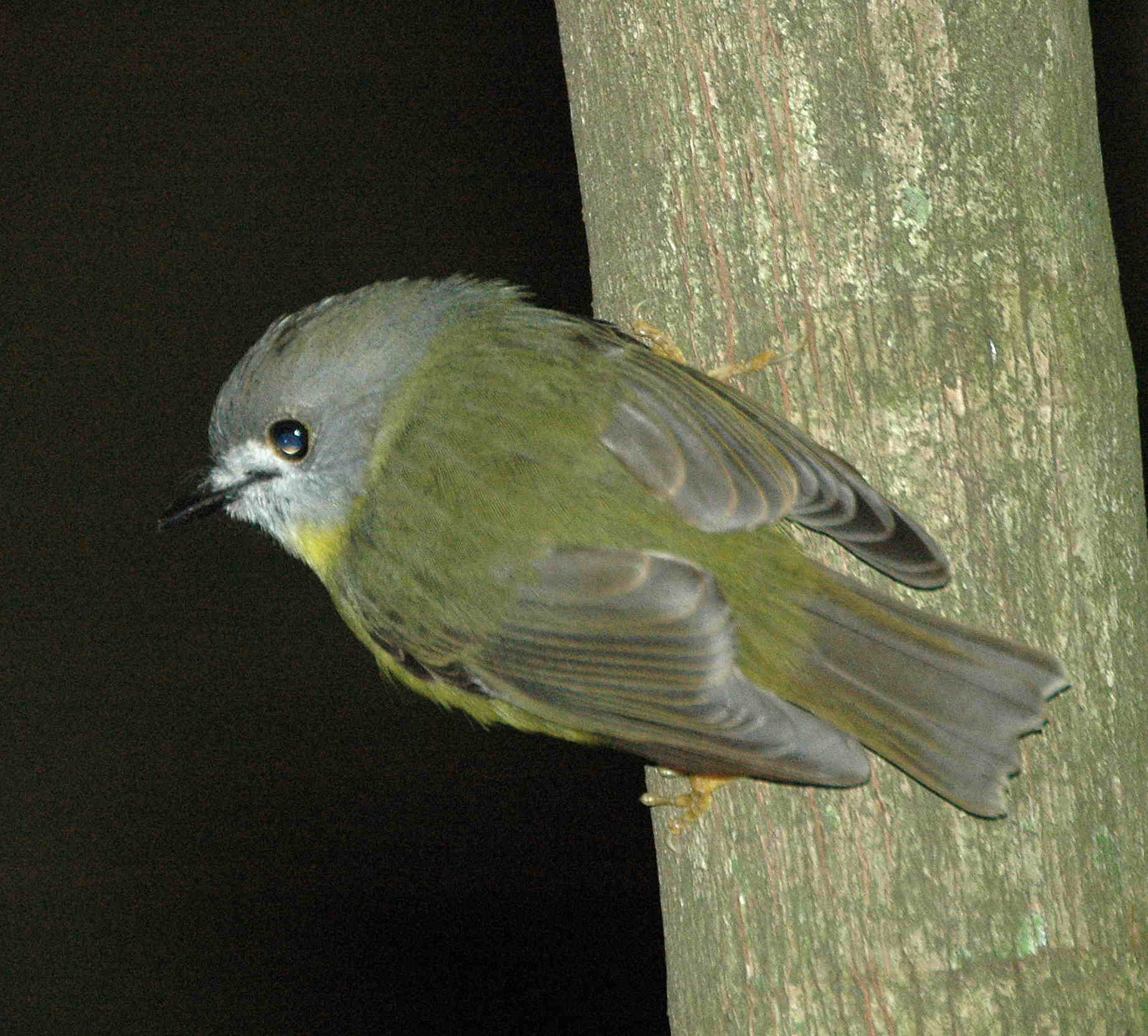

- Filmklipp